# Du Puis
Du Puis, bekend onder de namen Du Puis de Watremont en Du Puis de Pont de Sains, is een Zuid-Nederlandse adellijke familie.

## Geschiedenis
In 1678 verleende koning Karel II van Spanje erfelijke adel aan Henri du Puis, schepen van Bergen tijdens de periode waarin de stad belegerd werd door het Franse leger.

## Genealogie
- Henri du Puis.
  - X.
    - Philippe du Puis (1721-1796), heer van Pont-de-Sains, x Marie-Catherine Desmanet (1728-1810).
      - Louis du Puis de Watremont (1755-1847), x Marie Charlotte d'Espiennes. In 1823, onder het Verenigd Koninkrijk der Nederlanden, werd Louis du Puis erkend in de erfelijke adel, maar hij lichtte de open brieven niet, zodat de erkenning niet doorging.
        - Charles du Puis (1803-1853), x Eugénie van der Cruyce (° 1792).
          - Amédée du Puis (1831-1882), x Jenny Clementine Cramer / Jeanne de Cramer de Born (1830-1904).
            - Henri du Puis de Watremont (zie hierna).
            - Augustin du Puis de Watremont (zier hierna).

      - Hyacinthe du Puis (zie hierna).

## Henri du Puis de Watremont
Henri Eugène Marie Lambert du Puis de Watremont (Born, 13 oktober 1862 - 9 februari 1908) werd in 1885 erkend in de erfelijke adel en koos vervolgens voor de Nederlandse nationaliteit. Hij erfde kasteel Born via zijn moeder, was gemeenteraadslid in Born, en was bevelvoerder van een bataljon van de Burgerwacht in Limburg. Hij bleef vrijgezel. 

## Augustin du Puis de Watremont
Augustin Charles Antoine Marie du Puis de Watremont (Brussel, 2 september 1832 - Luik, 19 maart 1897) werd in 1885 erkend in de erfelijke adel. Hij bleef vrijgezel.

## Hyacinthe du Puis
- Antoine Louis François Hyacinthe du Puis (Féron, 3 maart 1773 - Namen, 2 maart 1832) trouwde in 1794 in Dortmund met Marie-Julie Desseaulx (1774-1837) en ze kregen een zoon en een dochter. Hij was luitenant in het regiment 'Royal Hesse Darmstadt' binnen het Franse leger. Onder het keizerrijk was hij maire van Erpent. Hij werd in 1823, onder het Verenigd Koninkrijk der Nederlanden, erkend in de erfelijke adel.
  - Louis du Puis (1796-1880), hypotheekbewaarder trouwde in 1828 met Marguerite Thérèse Desaive (1803-1882).
    - Louis Désiré Hyacinthedu Puis (1835-1918) kreeg in 1890 vergunning om de Pont de Sains aan zijn familienaam toe te voegen. Hij was agent van de Nationale Bank in Zinnik en trouwde in 1866 met Louise Daras (1839-1926).
      - Gaston du Puis de Pont de Sains (1869-1911), doctor in de rechten, trouwde met barones Godfride de Crassier (1869-1945). Hij was de laatste naamdrager en in hem doofde deze familie uit. Zijn dochter Julia du Puis (1900-1986), Witte Zuster van Afrika, was de laatste naamdraagster.